# C反應蛋白
C反應蛋白（英語：C-Reactive Protein，CRP） 是由肝臟生成的血漿蛋白，主要被當作發炎的指標。LOINC术语标准对于血清/血浆CRP检测项目的定义和编码请参见这里。

## 簡介
C-反應蛋白由五個24千道尔顿原聚体（含206個氨基酸）以非共價連結成為五元體環形結構。C-反應蛋白會結合在死亡細胞或微生物外膜上的磷酸膽鹼（phosphocholine），以活化補體系統。當體內有急性炎症、細菌感染、組織的損傷時，C-反應蛋白在數小時內出現，而疾病治癒後又很快就消失。

## 診斷價值
C-反應蛋白並不適用於單一疾病的診斷。它的臨床價值主要在於組織損傷的篩檢和監測，應用在判斷病人是否發炎以及診斷發炎性疾病復發的可能性，藉以評估抗發炎藥物治療的成效。另外C-反應蛋白可用來協助類風濕性關節炎的診斷。

## 歷史
由威廉·S·蒂利特和小托马斯·弗兰西斯在1930年發現，因其對肺炎雙球菌的C-多醣體（C-polysaccharide）會產生沉澱反應，故取名C-反應蛋白。

## 心血管疾病的新指標
自1997年起，美國布里根婦女醫院的心臟學家瑞德克（Paul M. Ridker）就注意到，一種和發炎有關的分子C反應蛋白（C-reactive protein, CRP）與心臟病有關。近年來的研究結果發現，C-反應蛋白是包括冠心症在內等心血管系統疾病的一種危險因子。

## 圖片

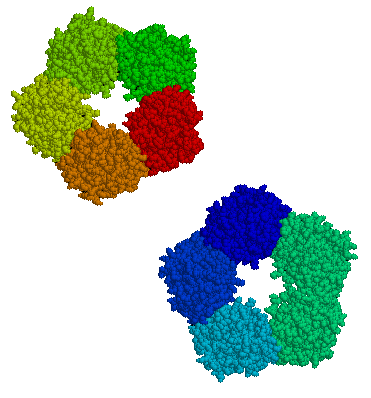
C反應蛋白

## 外部連結
- MedlinePlus百科全书 C-reactive protein
- Inflammation, Heart Disease and Stroke: The Role of C-Reactive Protein（页面存档备份，存于） (American Heart Association)
- 醫學主題詞表（MeSH）：C-Reactive+Protein
- CRP at Lab Tests Online（页面存档备份，存于）
- CRP: analyte monograph（页面存档备份，存于） - The Association for Clinical Biochemistry and Laboratory Medicine
- George Vrousgos, N.D. - Southern Cross University（页面存档备份，存于）
- Human CRP genome location and CRP gene details page  in the UCSC Genome Browser.
- PDB中UniProt可用的所有結構信息之概述：P02741 (C-reactive protein) 在PDBe-KB。
- C-反應蛋白(CRP)與高敏感性C-反應蛋白(hs-CRP)在心血管疾病中扮演的角色（页面存档备份，存于）